# 小小汤姆与杰利
《小小汤姆与杰利》（英語：Tom & Jerry Kids Show，又名《Q版猫和老鼠》、《小猫和小鼠》、《小汤姆和小杰瑞》），是一部卡通喜剧片，是《猫和老鼠》（汤姆与杰瑞）的低幼版，由汉纳-巴伯拉和Turner Entertainment共同推出。首先由美国的福克斯电视台于1990年-1993年播出，中国大陆的中央电视台一套 (现综合频道) 于1992年紧随同步播出国语版，共65集。而香港的無綫電視明珠台及有線電視兒童台也曾分別於1992年至1996年間及2005年播出英語原版及粵語配音版。每集由三个故事组成，除《猫和老鼠》的故事之外，另穿插有《杜皮和杜宝》（Droopy & Dripple）——一对父子狗对战麦克老狼的故事。